# Възнесение Господне (Гевгели)
„Свето Възнесение Господне/Христово“ или „Свети Спас“ (на македонска литературна норма: „Свето Възнесение Господне“) е възрожденска православна църква в град Гевгели, югоизточната част на Северна Македония. Част е от Повардарската епархия на Македонската православна църква.
Църквата е разположена в южния край на Гевгели, в близост до Сува река, и е най-старата в града – изградена в 1842 година. До началото на Балканската война е на няколко пъти доизграждана и обновявана. Църквата е петкорабна, с дървени равни тавани, подпрени с нови четвъртити колони. Покривната конструкция е двускатна. От западната страна има отворен трем, в чиято северна страна се намира камбанарията. Църквата е зографисана в по-ново време. Иконостасът също е нов, с три реда икони. В 2006 година е извършена реконструкция на трема с масивен камък и нов покрив от керемиди.